# مسجد شجرة النخيل
مسجد شجرة النخيل أو كنيسة يان فان بوغيس هو المقر السابق والمسجد الحالي في الشارع الطويل في مدينة كيب تاون في جنوب أفريقيا، يعد المبنى أقدم مبنى دونظل دون تغيير كبير في الشارع الطويل.

## التاريخ
المبنى بني على أرض كان يملكها هيرمانوس سموتس، إلى الجنوب الغربي من قطعة الأرض الممنوحة له في 1751، وكان يحدها الشارع الطويل وشارع ليوين وشارع كيروم، وبعد وفاة زوجته في عام 1754 قام ببيع أجزاء من الممتلكات، وتم شراؤها من قبل أحد جي ام فوغل، وبعد وفاة فوغل في عام 1777 انتقلت الملكية لشخص اسمه البارون فرديناند ويليم فان ريد فان أوتشورن، وفي عام 1782 تم نقل الملكية إلى أحد أبنائه. وكان أصحاب الملكية عللى التوالي دانيال هوغو (1785) ودانيال كريناو (1786) وكاريل لودويجيك سشوت (1787) .
كاريل لودويجيك سشوت أفلس، وتم شراء ملكية الأرض من قبل بي جي رو في عام 1790، العبيد المحررين يان فان بوغيس وفرانز فان بنغالين اشتروا العقار في عام 1807، وأصبح يان فان بوغيس المالك الوحيد للعقار في عام 1911، يناير وفرانس قاموا جنبا إلى جنب مع بعض أتباعهم وكسروا المسجد الأول عندما فشل في المالك في أن يكون إمام، وعندما توفي يان فان بوغيس في عام 1846 والبالغ من العمر 112، غادرت الملكية لزوجته صميدة، وعندها تواصل العمل في بناء مسجد على ملكية الأرض، ليصبح ثاني أقدم مسجد في كيب تاون .
وكان الطابق الثاني قد بني بعد أن تحول المنزل إلى المسجد في وقت ما بين عام 1811 وعام 1821، وكانت هنا كحديقة أمام المنزل قبل تحوله إلى مسجد، والتي نمت فيها اثنتين من أشجار النخيل. وأما اليوم فلم يتبقى هناك سوى واحدة فقط.، للمسجد نافذة منخفضة وباب قصير ليست وهما ليسا حسب التصميم .